# عتيل (طولكرم)
عتيل بلدة فلسطينية إلى الشمال الشرقي من محافظة طولكرم بنحو 12 كيلومتراً، وهي تتوسط قرى الشعراوية. ترتفع عتيل 100 متر عن سطح البحر وتبلغ مساحة أراضيها (7337) دونما. وأشهر المساجد في عتيل المسجد القديم ومسجد طارق بن زياد وجامع أبو زيد وأكبر القرى الشعراوية ويوجد في عتيل عدة حارات.

## الجغرافيا
يحدها من الشرق بلدة علار ومن الشمال باقة الشرقية، ومن الغرب الخط الأخضر، من الجنوب بلدة دير الغصون. من أشهر الجبال المحيطة بها مثل جبل نبهان، وجبل العابورة، وجبل الأسد، وجبل شحادة.

## البنية التحتية

### المياه والكهرباء والصرف الصحي
أصبحت عتيل تدار من قبل بلدية منذ العام 1996، وتمتلك البلدة شبكة كهرباء تعمل ليلاً نهاراً وهذه الشبكة تاسست سنة 1963، ثم ربطت سنة 1994 بشبكة الكهرباء القطرية الإسرائيلية بعد عجز الأهالي عن صيانة المولدات الكهربائية للبلدة ومنعهم من استيراد قطع الغيار اللازمة
تتزود البلدة بالمياه من الآبار الارتوازية وبعض آبار الجمع في المنازل. ويوجد في البلدة خزان مياه وشبكة تزود المواطنين بالمياه. في عام 2015 افتتح خزان جديد للمياه سعته 1000 كوب في منطقة العصاصير.
لا توجد حالياً في البلدة شبكة صرف صحي، باستثناء بعض أجزاء من الحارة الغربية قرب السهل حيث تنقل المياه العادمة إلى محطة تنقية صغيرة في السهل. يعتمد السكان في غالبهم على الحفر الامتصاصية.

### الصحة
يوجد في عتيل مستشفى شرع ببنائه في بداية عام 2005 من مساهمات أهل البلدة والمنطقة بالإضافة إلى مساهمات بعض المؤسسات غير الحكومية وصناديق الدعم، وقد تم نوقيع اتفاقية تعاون مع مستشفى جامعة النجاح الوطنية التعليمي في شهر نوفمبر/تشرين ثاني من عام 2015. وظل المستشفى معطلا إلى أن وافقت وزارة الصحة الفلسطينية على استلامه وأعادت افتتاحه بصفة مستشفى حكومي في 8 كانون الأول 2021. كما توجد عيادة صحية ومركز أمومة بالإضافة إلى العيادات الخاصة بالأطباء مثل النسائية والباطنية والعامة والأطفال، ويوجد في البلدة أربع صيدليات.

### التعليم
يوجد في عتيل حاليًا خمس مدارس، مدرستان ابتدائيتان واحدة للبنين وواحدة للبنات ومدرسة أساسية عليا للذكور، ومدرستان ثانويتان للبنين والبنات، وعدد الطلاب فيها يتجاوز 4150 طالب وطالبة، وفيها ثلاث روضات أطفال.
تأسست أول مدرسة في عتيل عام 1934 حيث بدأت من غرفة واحدة ثم توسعت فبلغت غرفها سبع غرف، ومعلموها سبعة معلمين، وطلابها مئتان وثمانون طالبًا، وصارت مدرسة ابتدائية كاملة، وكان ذلك في حدود العام 1946م.

### مؤسسات خدماتية
في البلدة جمعية خيرية تقدم خدمات متنوعة، وفيها روضة أطفال وناد رياضي، وناد ثقافي رياضي أيضاً يعرف باسم «نادي الجامعيين الثقافي»، ومكتب بريد افتتح في العام 1965، ومكتب زراعة ومكتب عمل، ومبنى للاتصالات تابع لشركة الاتصالات الفلسطينية يخدم قرى الشعراوية.
ويوجد في عتيل مكتبان للداخلية الفلسطينية افتتحا عام 2005، حيث تحولت البلدة إلى مركز إداري لمنطقة شمال طولكرم، ومحكمة شرعية للمنطقة.
وكما يوجد فيها أول نادي أسس لرياضة التايكواندو في فلسطين باسم مركز يزن للتايكواندو في عتيل / محافظة طولكرم عام 1993
وهذا النادي يحتضن لاعبين شاركوا على مستوى دولي وحققوا القلادات (المداليات) وكما حصل على المركز الأول في تصنيفات نوادي فلسطين في عام 2010 ويدير النادي المدرب تحسين أبو زايده رئيس الاتحاد الفلسطيني للتايكوندوا
في 30 نوفمبر 2022، افتتح وزير الداخلية الفلسطيني زياد هب الريح مركزًا للدفاع المدني الفلسطيني في البلدة.

## الاقتصاد
يزرع في أراضي عتيل الحبوب والبقول وأشجار الزيتون واللوز والتوت والرمان وبلغ مجموع زيتونها المغروس 4,800 دونم. فقدت القرية مساحات واسعة من أراضيها في نكبة عام 1968، ومازالت تزرع الحمضيات والخضار والخيار والبطيخ في الدونمات القليلة من الأرض التي بقيت في حوزتهم.
في البلدة محطة للمحروقات ومركز لتبريد المنتوجات الغذائية وتعبئتها، ومعاصر حديثة وقديمة للزيتون، وفيها الشركة العربية للتفريخ. وفيها أيضا محلات لتجارة الجملة من اسمنت وحديد ومواد بناء ولوازم حدادين ومحلات لوازم سيارات وميكانيك ويوجد حسبة للخضار والفواكه وعدة مشاتل منتشرة في البلدة. وفيها مصنع لماكينات البلوك وثلاثة مصانع طوب، إضافة إلى شركات باطون ضخمة واستوديوهات تصوير ومكتب للتأمين ومكتبات ومراكز كمبيوتر وإنترنت.

## المساجد في عتيل
يوجد في عتيل سبعة مساجد وزاويتين. فهناك المسجد القديم (مسجد أبي بكر الصديق) في وسط البلدة، ثم جامع الحارة القبلية (المسجد الجديد)، ثم بنى ورثة الحاج محمد أحمد أبوزيد من آل ناصر مسجد علي بن أبي طالب في الحارة الشمالية فيما يعرف بكرم الجراب، وبنى آل القصص مسجدًا في الحارة الغربية على طريق الشعراوية الرئيس (مسجد القصص)، وبنى آل أبو حسنة من آل أبو خليل مسجد خالد بن الوليد في الحارة الشرقية في منطقة القـُف، وبنى آل أبو صبحة من آل ناصر مسجدًا في منطقة المغاريق على مفرق زيتا - علار (مسجد فاطمة الصبحة) وهناك مسجداً في جبل المصرية (مسجد عمر بن الخطاب)، أما الزاويتان فإحداهما كانت صوفية رفاعية وهي وقف لآل العتيلي وهي الآن عبارة عن مصلى، وأما الزاوية الثانية فهي لأتباع الشيخ القواسمي الخليلي (الطريقة الخلوتية).
وفي البلدة كذلك مقام لقاضي قضاة صفد السيد أحمد أبو زُريق العتيلي الرفاعي الحسيني، وكان الشريف أبو زريق نقيبًا للأشراف في شمال فلسطين، وقد توفى في عتيل عام 844هـ ودفن فيها.

## آثار البلدة
في البلدة قبر حافظ العلي، وفيها أيضا بناء فوقه قبة وأعمدة وأرض مرصوفة بالفسيفساء وبئر وقبور وصهاريج محفورة في الصخر. وفي الجهة الشمالية لعتيل موقع يعرف باسم «خربة المطالب» يقال أنها كانت قرية عامرة ثم اندثرت. كما يوجد في عتيل عدة بيوت قديمة وبنايات أثرية تعود لأيام الرومان وهناك العديد من الزوايا والمقامات القديمة، ويوجد في عتيل أيضا بيوت قديمة بنيت على طريقة «العقد» أو «العقود»، وقد بُنيت قبل 200 عام تقريباً من الطين والقش على شكل أقواس معقودة، وما زالت صالحة للسكن إلى الآن.

## شخصيات
- مؤيد العتيلي.
- شداد العتيلي.
- عزمي الدقة.
- عبد الله الأسعد.
- شوقي صبحة.